# Hunedoara (županija)
Hunedoara (IPA: [hu.ne.'dwa.ra]; (mađarski: Hunyad) županija nalazi se u zapadnoj Rumunjskoj u povjesnoj pokrajini Transilvaniji. Glavni grad županije Hunedoara je grad Deva.

## Demografija
Po popisu stanovništva iz 2002. godine na prostoru županije Hunedoara živjelo je 485.712 stanovnika, dok je prosječna gustoća naseljenosti 69 km2. 
- Rumunji - 92%[1]
- Mađari - 5%
- Romi - 2%
- Nijemci - 1%.

| Godina | Ukupno stanovnika |
| ------ | ----------------- |
| 1948.  | 306.955           |
| 1956.  | 381.902           |
| 1966.  | 474.602           |
| 1977.  | 514.436           |
| 1992.  | 547.950           |
| 2002.  | 485.712           |

## Zemljopis
Županija Hunedoara ima ukupno površinu od 7.063 km ².
Reljef čine planine podijeljene s dolinom rijeke Mureş koja prolazi županijom od istoka prema zapadu. Na sjevernoj strani nalaze se Apuseni Planine, a južnoj strani su planine Karpati.

#### Susjedne županije
- Alba  na sjeveru i istoku.
- Arad, Timiş i Caraş-Severin na zapadu.
- Gorj na jugu.

Županije Hunedoara je i jedna od članica Danube-Kris-Mures-Tisza euroregije.

## Gospodarstvo
Industrija u županiji Hunedoara je povezana s rudarstvom u regiji. U planinama od davnine eksploatiraju se metali i ugljen. Danas postoji jedan veliki industrijski kompleks u Hunedoaranu u vlasništvu Mittal Steel. Jedan od najvećih energetičkih postrojenja se nalazi u Mintiau.
Glavne gospodarske grane u županiji su :
- rudarstvo.
- drvna industrija,
- kemijska industrija
- proizvodnja hrane i pića
- tekstilna industrija

## Administrativna podjela
Županija je podjeljena na sedam municipija, sedam gradova i 55 općina.

### Municipiji
- Hunedoara - stanovnika: 71,257
- Deva - glavni grad; stanovnika: 69,257
- Brad - stanovnika: 16,482
- Lupeni - stanovnika: 30,542
- Orăştie - stanovnika: 21,213
- Petroşani - stanovnika: 45,195
- Vulcan - stanovnika: 29,740

### Gradovi
- Aninoasa
- Călan
- Geoagiu
- Haţeg
- Petrila
- Simeria
- Uricani

### Općine
| - Baia de Criş - Balşa - Băniţa - Baru - Băcia - Băiţa - Bătrâna - Beriu - Blăjeni - Boşorod - Brănişca - Bretea Română - Buceş - Bucureşci | - Bulzeştii de Sus - Bunila - Burjuc - Cerbăl - Certeju de Sus - Cârjiţi - Crişcior - Densuş - Dobra - General Berthelot - Ghelari - Gurasada - Hărău - Ilia | - Lăpugiu de Jos - Lelese - Lunca Cernii de Jos - Luncoiu de Jos - Mărtineşti - Orăştioara de Sus - Pestişu Mic - Pui - Rapoltu Mare - Răchitova - Ribiţa - Râu de Mori - Romos - Sarmizegetusa | - Sălaşu de Sus - Sântămăria-Orlea - Şoimuş - Teliucu Inferior - Tomeşti - Topliţa - Toteşti - Turdaş - Vaţa de Jos - Vălişoara - Veţel - Vorţa - Zam |